# Contea di Baoxing
La contea di Baoxing (宝兴县S, Bǎoxīng XiànP) è una contea della Cina, situata nella provincia di Sichuan e amministrata dalla prefettura di Ya'an.